# Ernesto Breda
Pour les articles homonymes, voir Breda (homonymie).
Ernesto Breda, est né à Campo San Martino, près de Padoue en Italie le 6 septembre 1852 et mort à Milan le 6 novembre 1918), était un ingénieur, industriel et entrepreneur italien, fondateur du groupe qui porte son nom Società Italiana Ernesto Breda per Costruzioni Meccaniche ou plus simplement appelée Breda.

## Biographie
Ernesto Breda était le fils de Felice Luigi Breda, qui fut maire de Campo San Martino, le village où il est né. La famille Breda possédait des carrières de granulats pour la construction et son cousin Vincenzo Stefano Breda était le Président de la "Società Veneta di Imprese e Costruzioni Pubbliche", une des plus grosses entreprises de bâtiment et travaux publics de toute la région.
Ernesto Breda obtint un diplôme d'ingénieur à l'université de Padoue et commença son activité professionnelle dans l'entreprise de son cousin. Il eut l’opportunité d'effectuer de nombreux voyages d'affaires à l'étranger. En 1886 il rachète la société L’Elvetica, une petite entreprise de mécanique de Milan qu'il renomme Accomandita Ing. Ernesto Breda & C..
Il emménage avec sa famille dans la capitale lombarde mais garde des liens étroits avec son village natal dont il sera maire de 1899 à 1903. En 1903, son activité industrielle prend un important essor et il achète des terrains agricoles sur les communes de Sesto San Giovanni et de Niguarda, où sortiront de terre quelques mois plus tard deux énormes ateliers qui donneront du travail à des milliers d'ouvriers durant tout le XXe siècle.
Avec le déclenchement de la Première Guerre mondiale, Ernesto Breda, comme beaucoup d'autres industriels italiens, fit partie du "Comité central pour la mobilisation industrielle", organe de consultation entre les ministres, les militaires et les entrepreneurs qui permettait de répartir les commandes liées aux efforts de guerre. La société Breda se spécialisa ainsi dans la construction aéronautique et devint une très importante entreprise industrielle.
Ernesto Breda décéda en 1918 à l'âge de 66 ans et c'est son fils Giovanni Breda qui lui succèdera à la tête du groupe industriel qu'il avait créé. Il nommera le Conte Guido Sagramoso, Directeur Général qui restera jusqu'en 1944, date à laquelle la famille Breda décida de céder les sociétés du groupe.

## Liens extérieurs
- (it) Dictionnaire biographique Treccani
- (it) « Ernesto Breda », sur Imprese.san.beniculturali.it